# Conceição (Faro)
Conceição ist ein Ort und eine ehemalige Gemeinde an der Algarve im Süden Portugals.

## Geschichte
Funde belegen eine vorgeschichtliche Anwesenheit des Menschen.
Mitte des 16. Jahrhunderts wurde Conceição eine eigenständige Gemeinde.

## Verwaltung
Conceição war Sitz einer gleichnamigen Gemeinde (Freguesia) im Kreis (Concelho) von Faro im Distrikt Faro. Die Gemeinde hatte 4499 Einwohner auf einer Fläche von 21,81 km² (Stand 30. Juni 2011).
Folgende Orte gehörten zum Gebiet der Gemeinde Conceição:
| - Bairro Rufina - Bela Curral - Bela Salema - Besouro - Brejo - Caliços - Campinas - Canada - Chão de Cevada - Chaveca - Chelote - Conceição | - Ferradeira - Galvana - Jardina - Laranjeiro - Meloal - Outeiro - Paço Branco - Pão Branco - Quinta Grande - Quinta Mateus Bolas - Torre Natal |

Im Zuge der Gebietsreform in Portugal am 29. September 2013 wurden die Gemeinden Conceição und Estoi zur neuen Gemeinde União das Freguesias de Conceição e Estoi zusammengeschlossen. Conceição wurde Sitz dieser neu gebildeten Gemeinde.